# Spaarnwoude (recreatiegebied)

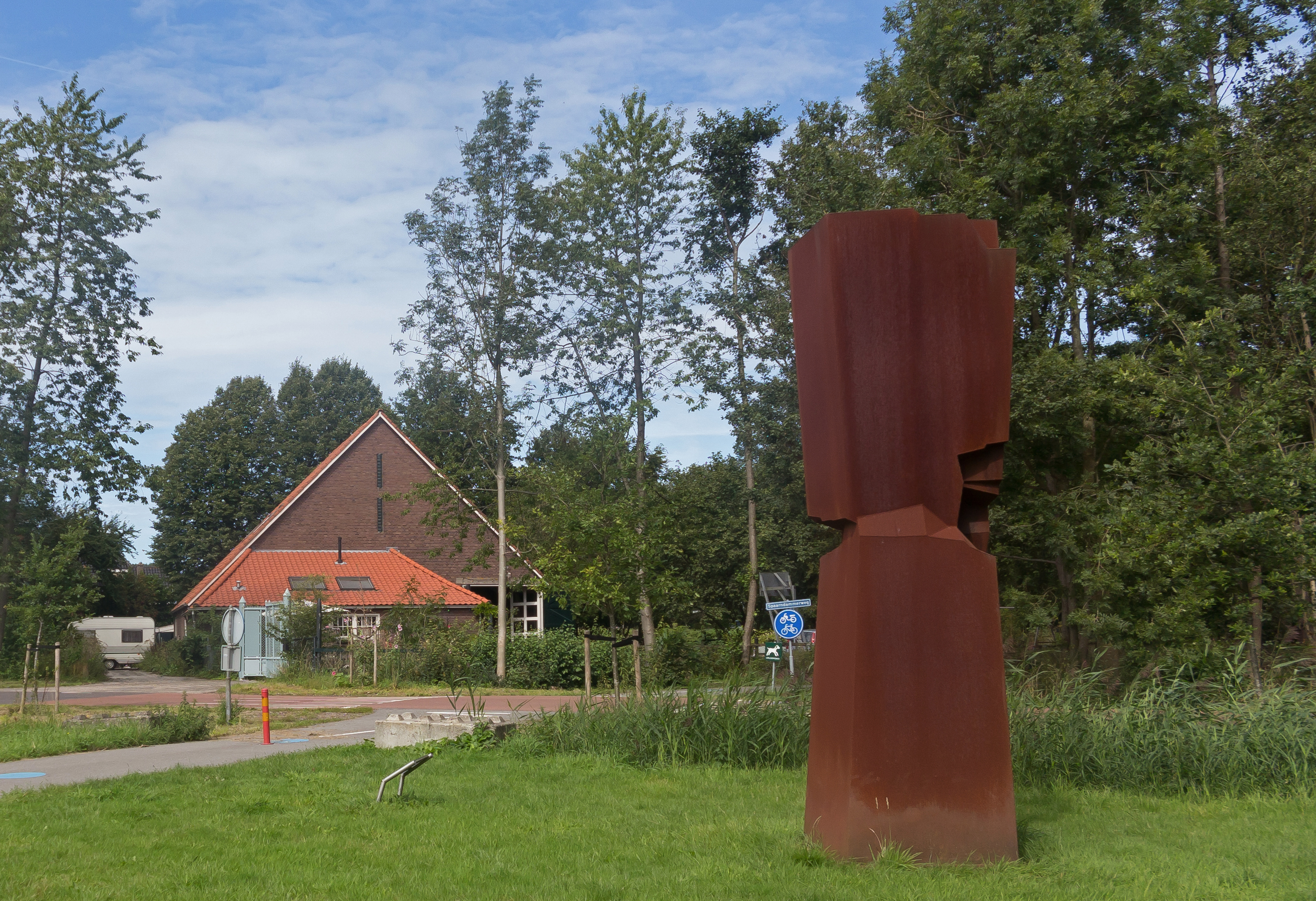
Recreatiegebied Spaarnwoude, sculptuur van Frans de Wit zonder titel

Spaarnwoude is een recreatiegebied in de Nederlandse provincie Noord-Holland dat een groen gebied vormt tussen de stedelijke zones van Zuid-Kennemerland en Amsterdam. Het gebied heeft een oppervlakte van 3000 hectare en wordt bestuurlijk beheerd door het Recreatieschap Spaarnwoude. Het praktische beheer wordt gedaan door Recreatie Noord-Holland, een naamloze vennootschap die eigendom is van de provincie Noord-Holland. Bloot eigenaar van de gronden is Staatsbosbeheer. Het is genoemd naar het dorp Spaarnwoude in de gemeente Haarlemmermeer.

## Begrenzing
Een groot deel ligt in de gemeente Velsen, ten noordwesten van zijkanaal C, tussen Spaarndam en Velsen. Een ander deel (Houtrak) ligt in het zuidoosten, in de gemeente Haarlemmermeer. De Noord Spaarndammerpolder, Zuid Spaarndammerpolder, Polder Buitenhuizen, Schoteroog en Veerpolder maken deel uit van het gebied. Spaarnwoude is verbonden met andere natuurgebieden door middel van De Groene AS. Spaarnwoude maakt deel uit van het Natuurnetwerk Nederland.

## Geschiedenis

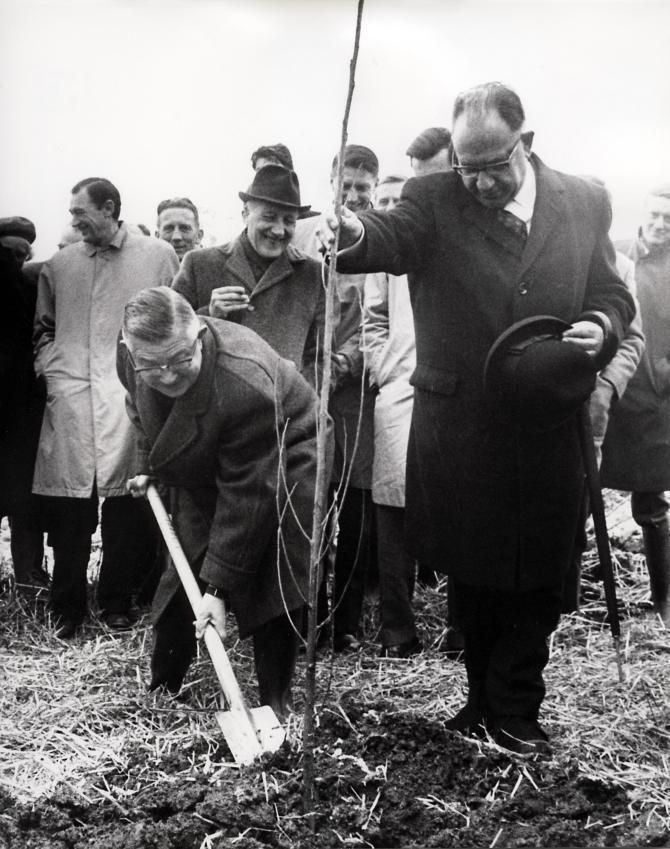
1970: Staatssecretaris Hein van de Poel begint de aanleg van recreatiegebied Spaarnwoude met het planten van de eerste boom

Tot de aanleg werd in de jaren zestig besloten om een groene buffer te vormen tussen de nieuwe Amerikahaven van het Amsterdamse westelijke haven- en industriegebied en het gebied van de agglomeratie IJmond-Zuid-Kennemerland. Voordien was het gebied agrarisch polderland. Het ontwerp van landschapsarchitecte Jacoba Mulder ging uit van een Engels landschapspark met gelijke verhoudingen bos, gras en water en concentreerde zich rond een vergroot plassengebied rond de Mooie Nel. Er werden veel recreatieve voorzieningen bedacht waaronder een golfbaan, jachthavens, lig- en speelweiden, campings, een dierenpark, zwembaden, kanobanen en andere accommodaties.
Op 8 april 1970 werd de eerste boom geplant door staatssecretaris Hein van de Poel met de vlaggen van de vijf samenwerkende gemeenten als aanvang van het project. De landbouwgrond werd onteigend en voor het recreatiegebied opgekocht door de Nederlandse overheid.  In 1975 kwam het eerste deel Houtrak West gereed. De Houtrak was ontworpen door Mulder. De deelgebieden Buitenhuizen, Oosterbroek en Dijkland zijn ontworpen door Gerard Jol.
Op 10 oktober 1986 werd de voormalige stortplaats Velsen van de provincie Noord-Holland aan het gebied toegevoegd. Deze functioneerde vanaf 1977 als stortplaats voor bouw- en sloopafval van stadsvernieuwingsprojecten. De provinciale stortplaats verving diverse gemeentelijke stortplaatsen zoals de stortplaats Waarderpolder van Haarlem. De stortplaats had een oppervlakte van 1000 bij 300 meter met verschillende heuvels, waarvan de hoogste 30 meter. In 1987 werd deze omgevormd tot een kunststofskibaan. En in 1999 werd er een indoorskibaan gerealiseerd, deze skibaan is sinds 2018 bekend onder de naam SnowWorld Amsterdam.

## Voorzieningen
In het gebied zijn verschillende zwemplassen te vinden. Er zijn wandelgebieden, maar er is ook een skihelling (Snowplanet), een bikepark en mountainbike route, en een klimwand ontworpen door de Leidse beeldend kunstenaar Frans de Wit.
Velsen Valley, in het noordwestelijke deel van Spaarnwoude, is het evenemententerrein van de gemeente Velsen waar grote evenementen worden gehouden, onder meer Dance Valley en Dutch Valley. De outdoor editie van Awakenings en LatinVillage wordt gehouden in Houtrak. Op 26 juli 2008 werd in Spaarnwoude een editie van het Pleasure Island festival gehouden, omdat de gemeente Amsterdam geen vergunning wilde geven.
Op 6 en 7 september 2008 was het festival/recreatieterrein het terrein van de For your eyes only show van Gerard Joling.
Modelbouwvereniging "Het Y" heeft een clublokaal op het terrein. Ook wordt er één keer in de vier jaar de Haarlem Jamborette gehouden, een evenement voor scouts over de hele wereld.
Naast de recreatieve bestemming worden de gebieden Oostenbroek (Velsen Valley) en Buitenhuizen bewoond door ongeveer 50 gezinnen.

## Kunst

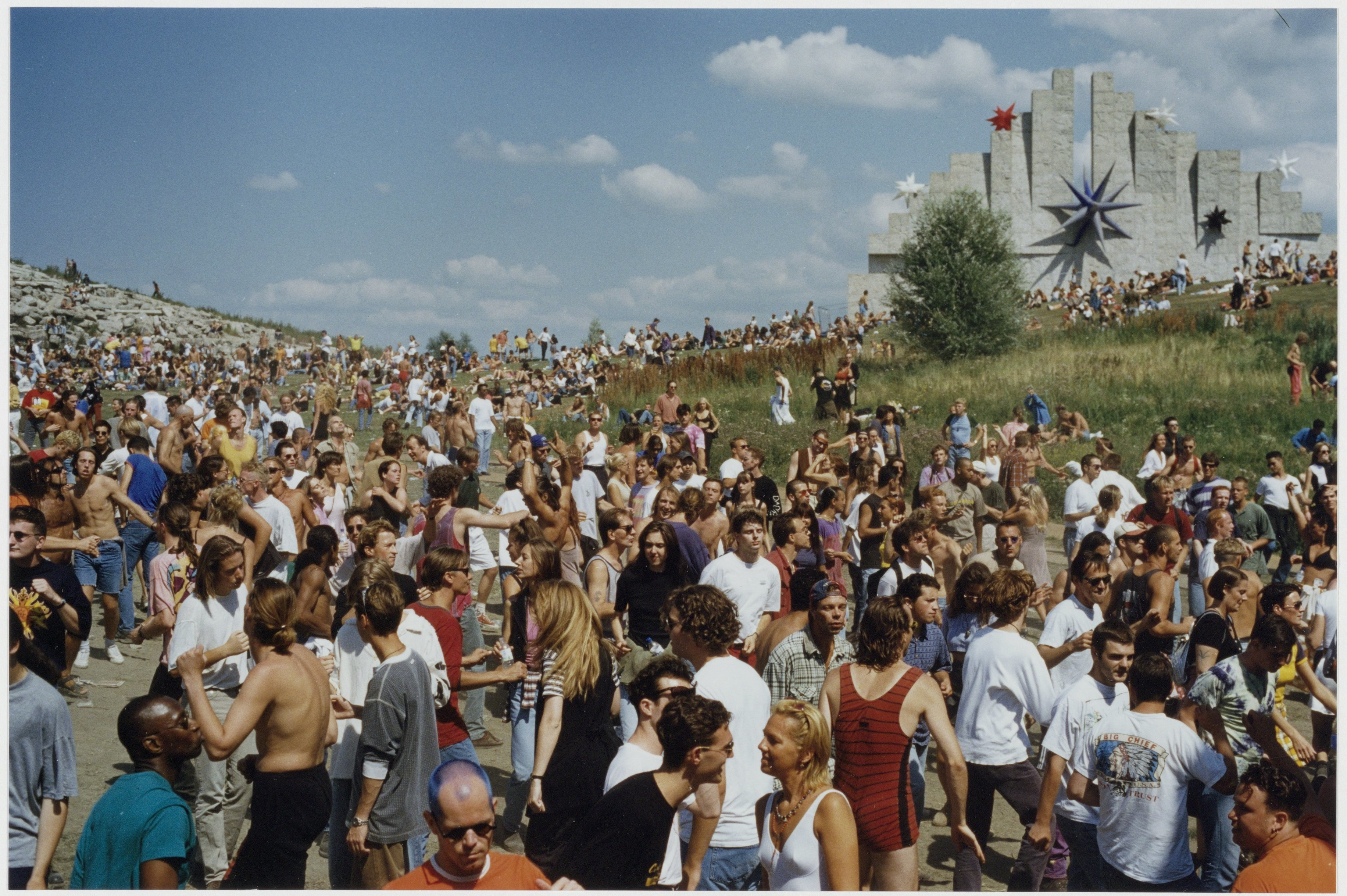
Eerste editie van Dance Valley met het kunstwerk als tribune.

In 1985 brachten Lon Pennock en Kees Verschuren een plan uit voor de integratie van beeldende kunst in Spaarnwoude. Deze kunst zou de tegenstelling stad-land moeten benadrukken en een toegevoegde recreatieve functie moeten hebben. Beeldend kunstenaar Frans de Wit kreeg de opdracht de puinheuvels in Oosterbroek te voorzien van een kunstwerk, de in 1992 voltooide Klimwand en Schijf in Grofpuinheuvel. De klimwand bestaat uit 178 betonblokken van 1,2 meter. Het andere object bestaat uit twee ronde schijven met ene diameter van 12 meter die verticaal een heuvel lijken te doorklieven. Tussen de twee parallel opgestelde schijven bevindt zich een smalle trap.  De schijf is gebruikt voor de leader van het programma Krasse Knarren van Van Kooten en De Bie. De klimwand is een belangrijk icoon en publiekstribune voor Dance Valley dat vernoemd is naar de vallei tussen de heuvels.
Er bevinden zich daarnaast werken van onder meer Jan van IJzendoorn, Krijn de Koning, Michiel Voet en Jeroen Bisscheroux en  Ben Raaijman.

## Deelgebieden
Het recreatiegebied bestond in 2015 uit de volgende deelgebieden:
- Oosterbroek
- Buitenhuizen
- Westbroek
- Westhoffbos
- Heksloot
- Dijkland
- Schoteroog
- Veerpolder
- Houtrak

### Heksloot
De Heksloot bevindt zich tussen Oud Spaarndam en Haarlem-Noord en bestaat uit de Hekslootpolder en de Oude Spaarndammerpolder. Het is een veenweidegebied en behoorde tot het inundatiegebied van Fort bezuiden Spaarndam als onderdeel van de Stelling van Amsterdam. Hierdoor is dit gebied destijds onbebouwd gebleven. Oorspronkelijk zou in dit deel een surfplas aangelegd worden. De gemeente Haarlem had het voorzien op woningbouw. Door protest zijn beide ontwikkelingen voorkomen en is het een vogelgebied geworden.

### Dijkland
Het deelgebied Dijkland ligt tussen de Hoge Spaarndammerdijk, de spoorlijn Haarlem-Amsterdam, de Kerkweg en de Veerpolder en is 400 ha groot. Het bestaat uit de Vereenigde Binnenpolder, een oude veenweidepolder met fijnmazig slotenpatroon die wordt doorkruist door de A9. Het zou oorspronkelijk omgezet worden in bos, maar daarvan is afgezien, in plaats daarvan vindt er landbouw plaats. Op een plek waar zich vroeger een moeras bevond is vogelgebied Spaarnwoudeplas aangelegd. De landbouwbedrijven opereren op ecologische wijze en vallen onder Stichting agrarische bedrijven Spaarnwoude.

### Westhoffbos

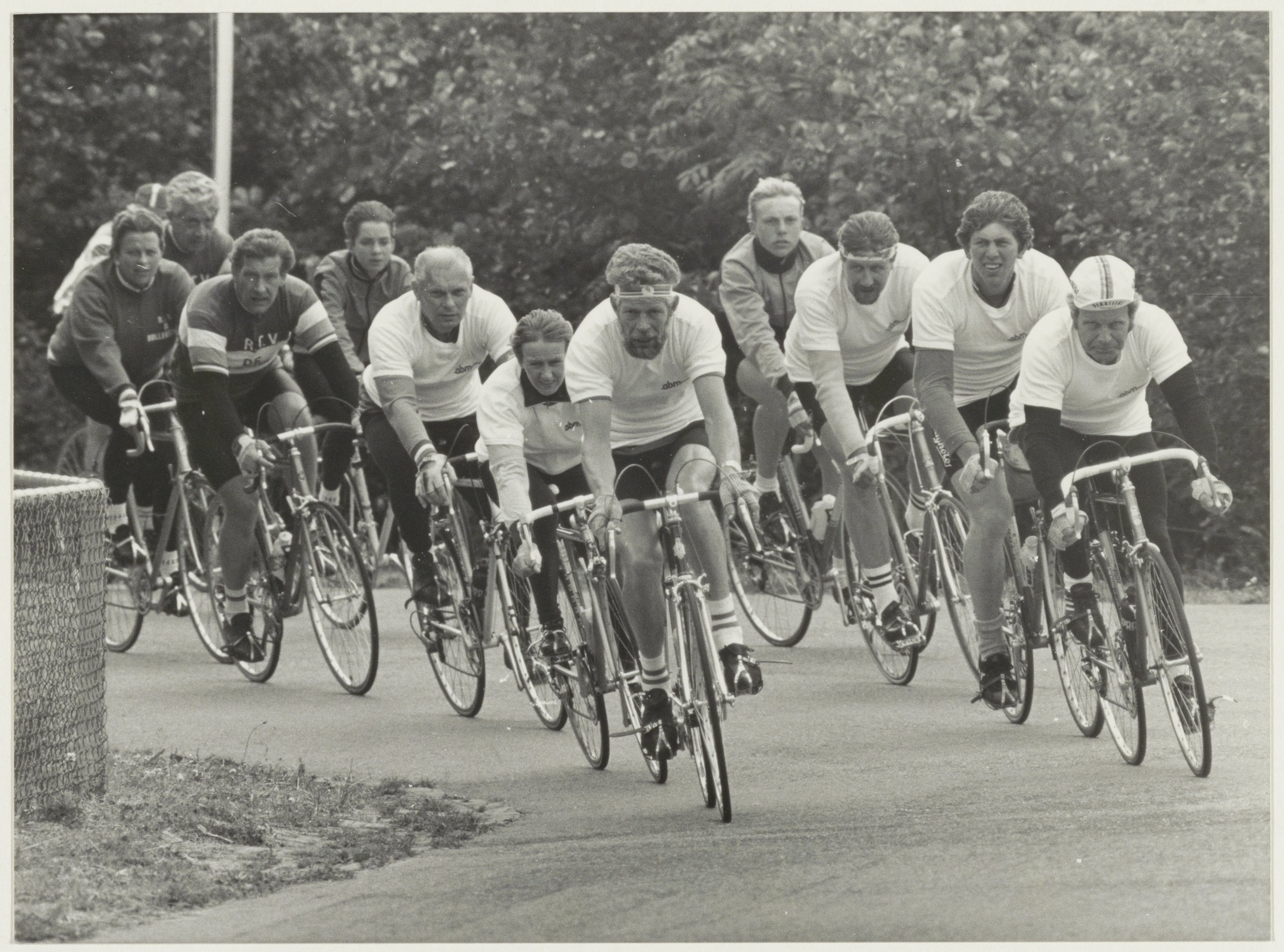
12 uurs wielerwedstrijd op de wielerbaan van recreatiegebied Spaarnwoude.

Het Westhoffbos is een in de jaren zeventig aangeplant bos. Het ligt noordelijk van Dijkland in de Houtrakpolder. In het bos bevindt zich een wielerbaan.

### Oosterbroek-Buitenhuizen
Oosterbroek-Buitenhuizen ligt langs het Noordzeekanaal en omvat de heuvels van de voormalige vuilstort, waar zich SnowWorld gevestigd heeft. Een andere heuvel wordt gemarkeerd door een groot kunstwerk dat als klimwand functioneert. Oosterbroek-Buitenhuizen wordt gebruikt als festivalterrein voor onder meer Dance Valley. Daarnaast bevindt zich er een golfterrein, een bungalowpark en een motorcrossbaan.

### Westbroek
Westbroek omvat de recreatieplas Westbroekplas, Landje van Gruijters en het Fort benoorden Spaarndam. Westbroek behoort evenals Oosterbroek tot de Velserbroekpolder. Oorspronkelijk zou een groter deel van de polder deel uitmaken van het recreatiegebied, maar later is gekozen voor de aanleg van de woningbouw van Velserbroek.